# Henriette de Saisset
Henriette de Saisset (1860-1947) foi neta do Imperador Dom. Pedro I do Brasil, sobrinha do Imperador Dom. Pedro II do Brasil, e da Rainha D. Maria II de Portugal

## Vida
A filha mais velha de Pedro de Saisset, neta de D. Pedro I, nasceu em 1860. Henriette de Saisset recebeu o mesmo nome de sua avó paterna Ela e o pai eram muito próximos. Ele a ensinou o francês e trocavam cartas somente nesse idioma. Mesmo quando viajava para lugares próximos a San José, como São Francisco, a correspondência com a filha era praticamente diária e muito afetuosa.
Pedro dedicou sua vida ao trabalho, mas, a exemplo do pai biológico, sempre achava tempo para o contato com os filhos, especialmente com Henriette. Falavam do tempo, de porque é necessário comer certos alimentos, das pessoas e da saudade, mesmo quando estavam a menos de um dia longe um do outro.
Os eventuais erros gramaticais da menina eram sistematicamente corrigidos pelo pai. Certa vez, Henriette notou um erro de Pedro e não hesitou, corrigiu-lhe a falta. A resposta do pai foi bem humorada. "Fiz isso só para ver se você estava prestando atenção!". Em outra ocasião, Pedro enviou-lhe uma carta acompanhada de quadro com todos os acentos gráficos da língua francesa. Acrescentou: "É tarde e estou cansado. Você pode distribuí-los de acordo com o seu gosto. Depois me mostra!"
Henriette de Saisset tornou-se professora e trabalhava em San José, na Califórnia. No início do século XX, viajou sozinha para Paris e hospedou-se sem acompanhante em um hotel, o que era fora do comum para uma mulher daquele tempo. Casou-se aos 43 anos com o médico italiano Eugenio Filipello. O casal não teve filhos. Ela faleceu em 1947.